# (9374) Sundre
(9374) Sundre (1993 FJ46) – planetoida z pasa głównego asteroid okrążająca Słońce w ciągu 3,5 lat w średniej odległości 2,31 j.a. Odkryta 19 marca 1993 roku.